# Pachnobia yukona
Pachnobia yukona là một loài bướm đêm trong họ Noctuidae.